# Blyford
Blyford – wieś w Anglii, w hrabstwie Suffolk, w dystrykcie East Suffolk. Leży 42 km na północny wschód od miasta Ipswich i 149 km na północny wschód od Londynu. W 2001 miejscowość liczyła 110 mieszkańców.